# ویسنت یانیز پینزون
ویسنت یانیز پینزون (به اسپانیایی: Vicente Yáñez Pinzón) (زاده ۱۴۶۲ – درگذشته پس از ۱۵۱۴) مکتشف و دریانورد اهل اسپانیا بود. او به همراه برادر بزرگترش مارتین آلونسو پینزون به کشتی کریستف کلمب نشست و او را در نخستین سفرش به بر جدید در سال ۱۴۹۲ و با عنوان کاپیتان نینیا همراهی کرد. او نخستین سیاح اروپایی بود که به کرانه‌های برزیل رفت و توصیفی از رودخانه آمازون ارائه داد.